# Familia Tolstoi
Tolstoi sau Tolstoy (rusă: Толсто́й) a fost una dintre cele mai de seamă familii de nobili din Rusia, descendentă a lui Andrei Haritonovici Tolstoi (poreclit „grasul”), ce și-a servit țara sub Vasili al II-lea al Moscovei. „Sălbaticul neam Tolstoi” (așa cum era cunoscut în înalta societate din Rusia) a lăsat o moștenire semnificativă în politica Rusiei, istoria ei militară, în literatură și arte.

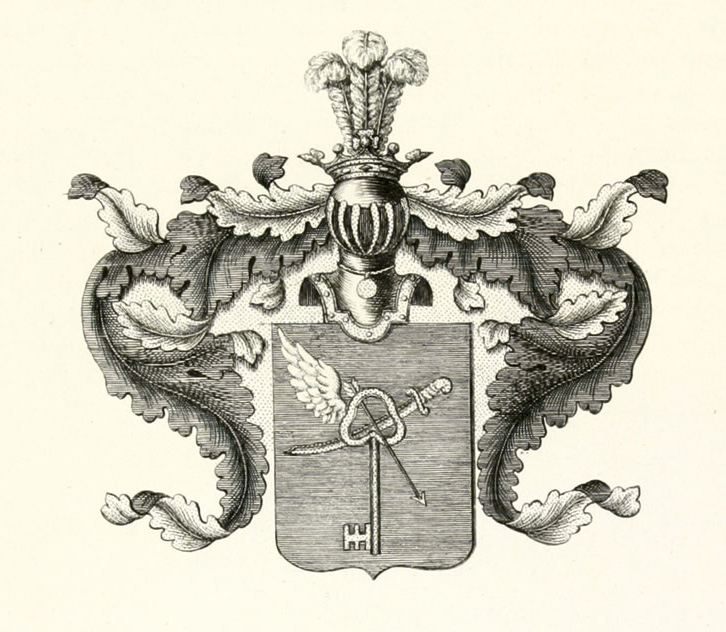
Blazonul familiei Tolstoi

## Familia Tolstoi în politica Rusiei

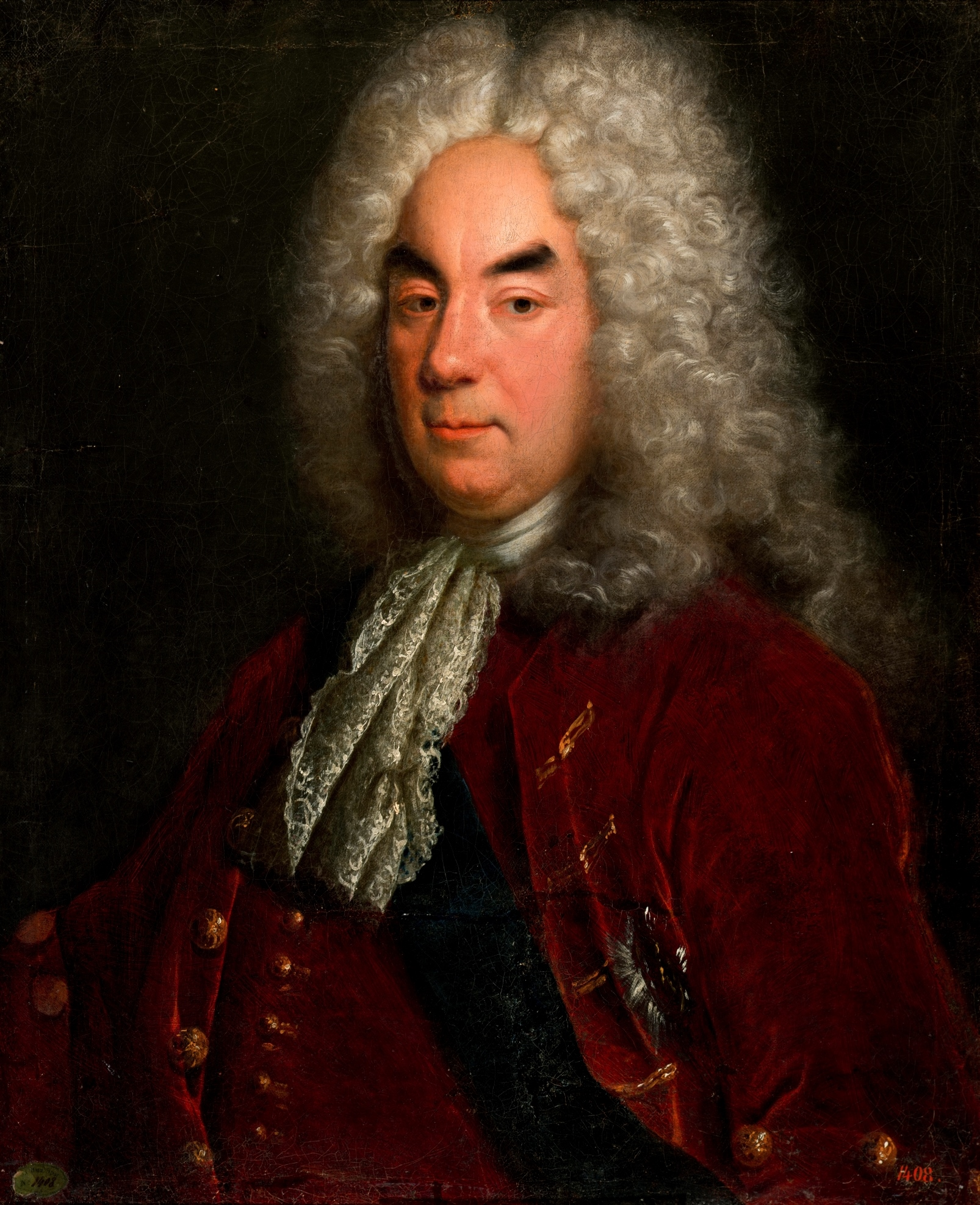
Contele Petru Andreevici Tolstoi (1645—1729)

Conform unor legende genealogice mai târzii, Andrei Haritonovici Tolstoi a fost un descendent al unuia Indris ce a fost un om de o foarte distinsă ascendență. Indris a venit din Sfântul Imperiu Roman de Națiune Germană la Chernigov însoțit de fiii săi Litvinos și Zimonten și o forța de 3000 de oameni.
Familia a ajuns prima dată proeminentă în secolul al XVII-lea, datorită conexiunilor ei cu clanul Miloslavski din care făcea parte prima soție a țarului Alexei. Ocolnicul Petre Andreevici Tolstoi a fost cel care a decis norocul familiei, punându-și serviciile în slujba lui Petru cel Mare. Treptat a câștigat încrederea lui Petru servind ca primul ambasador rus la Constantinopol, și apoi ca șef al poliției secrete. Deși detestat de contemporani Petre Andreevici Tolstoi primit titlul conte, pentru că și-a adus contribuția în asigurarea tronului Ecaterinei I. Mai târziu el s-a ciocnit cu puternicul prinț Menșikov, i-au fost luate titlurile și a fost exilat la Solovki. Titlurile și propietățiile i-au fost restituite nepoților săi 30 de ani mai târziu.
Cel mai important politician Tolstoi din secolul al XIX-lea a fost Dimitri Andreevici, care succesiv a fost ministru al educației, ministru de interne și președintele Academiei de Științe. Este amintit în general pentru faptul ca în timpul activității sale, a pus în scenă un program viguros de rusificare în Polonia și Ucraina.

## Familia Tolstoi în timpul Războaiele Napoleoniene
Doi membri ai familiei au fost activi în timpul războialor napoleoniene, Contele Petre Alexandrovici (1761 — 1844) ce a servit sub Suvorov în războaiele împotriva Turicei și a Poloniei. A fost făcut general-adjutant în 1797 și a fost trimis ambasador la Paris. A încercat să-l convingă pe țarul Alexandru I să se pregătească de război împotriva Franței, dar fără prea mare succes. A fost trimis guvernator la Sankt Petersburg și Kronstadt din 1828 până la moarte. 

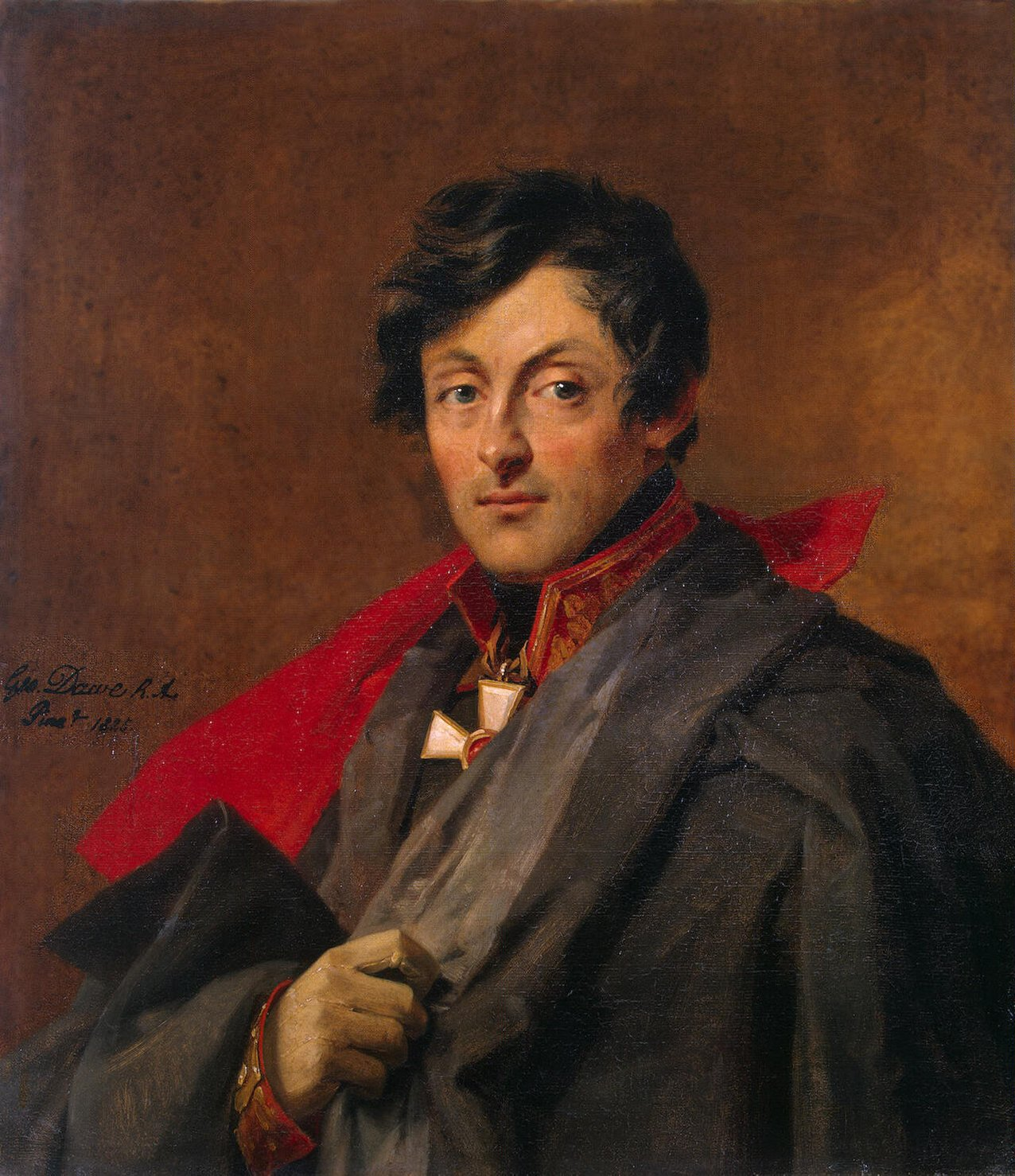
Contele Alexandru Ivanovici Ostermann-Tolstoy (1770 – 1857)

Alexandru Ivanovici Tolstoi (1770 — 1857) - venit dintr-o ramură colaterală a familiei, a moștenit titlul de conte și moșiile unchiului său fără copii, ultimul din familia Osterman. S-a distins prima dată în bătălia de la Charnova (1807) unde regimentul său a ținut în loc timp de 15 ore întreaga armată aflată sub comanda directă a lui Napoleon. Unul dintre cei mai admirații generali ai coaliției anti-Napoelon, a fost răsplătit pentru curajul său în bătăliile de la Pultusk și Eylau. La Guttstadt a fost rănit atât de grav încât i-a fost pusă viața în periciol. În bătălia de la Borodino, a condus strălucit pozițiile cheie până când a făcut comoție cerebrală și a fost scos de pe câmpul de luptă. Osterman-Tolstoi a fost încă o dată rănit în bătălia de la Bautzen dar nu a renunțat la comanda forțele sale. Încoronarea realizărilor lui a fost victoria de la Kulm, care la costat amputarea brațului stâng. Când războiul s-a terminat, el s-a certat cu împăratul, și-a dat demisia și și-a petrecut restul vieții în Europa.

## Familia Tolstoi în înalta societate
Contele Feodor Petrovici Tolstoi (1783 — 1873), menționat cu simpatie de Pușkin, în „Evgheni Oneghin”, a fost unul dintre pictorii și graficienii la moda ai anilor 1820. Cu toate că a pregătit ilustrații rafinate pentru „Dușenka” lui Bogdanovici, adevarata lui vocație a fost modelarea în ceară și designul de medalii.
Pe masură ce a orbit a trebuit să renunțe la grafică și a început să scrie balete și librete pentru operă. A fost vice-președinte al Academiei de Arte în 1828. Multe din lucrările lui pot fi văzute la muzeul rus din Sankt Peterburg.
Contele Feodor Ivanovici Tolstoi (1782 — 1846) a fost un bețiv notoriu, gastronom și duelist. Se spune că a omorât 11 oameni în dueluri. În 1803 a participat la primul înconjur rusesc al pământului. După ce și-a tatuat corpul în insulele Marchize și a corupt întregul echipaj, căpitanul Krusenstern l-a abandonat pe una din insulele Aleutine lângă Kamceatka. La întoarcerea lui în Sankt Peterburg a fost numit „americanul”. A luptat brav în războiul patriotic din 1812, dar și-a scandalizat familia căsătorindu-se cu o cântăreață țigancă în 1821. Alexandru Griboedov la satirizat în „Haz de necaz”, și vărul său, Lev Tolstoi la numit un om „extraordinar criminal și atractiv”- l-a ficționalizat în „Război și pace”.

## Familia Tolstoi în literatura rusă
Lev Tolstoi sau Contele Lev Nicolaevici Tolstoi (rusă Лев Никола́евич Толсто́й) (n. 28 august(sv) / 9 septembrie(sn) 1828, Iasnaia Poliana - d. 7 noiembrie(sv) / 20 noiembrie(sn), 1910, Astapovo) a fost un scriitor rus considerat de către critici ca fiind unul dintre cei mai importanți romancieri ai lumii. Alături de Fiodor Dostoievski, Tolstoi este unul dintre scriitorii de seamă din timpul perioadei cunoscută ca vârsta de aur a literaturii ruse (începută în 1820 cu primele opere ale lui Pușkin, și terminată în 1880 cu ultimele lucrări ale lui Dostoievski). Operele sale Război și pace și Anna Karenina au avut o influență hotărâtoare asupra dezvoltării romanului mondial.

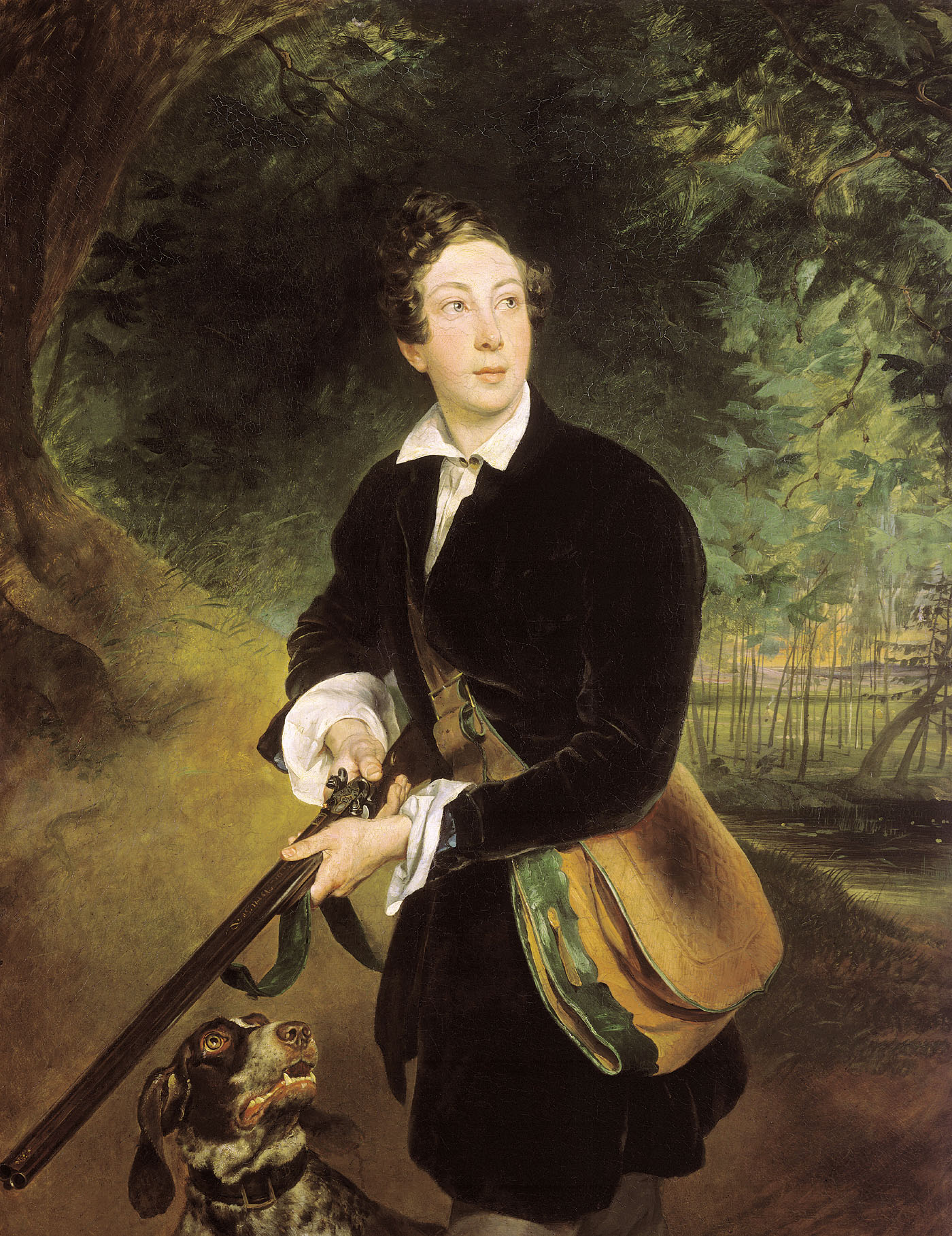
Aleksei Konstantinovici Tolstoi

Tolstoi s-a manifestat, totodată, și ca eseist, dramaturg și reformator în domeniu educației, calități care l-au consacrat drept unul dintre cei mai cunoscuți membri ai acestei vechi și aritocratice familii rusești. Interpretările sale literare privind învățăturile etice ale lui Iisus Hristos, l-au făcut să devină mai târziu, spre sfârșitul vieții sale, un fervent comentator al învățăturilor christice, în sensul lor social, pacifist și nemediat de vreo putere lumească. Ideile sale despre rezistență nonviolentă, expusă în opere ca „Împărăția lui Dumnezeu este cu tine” , vor avea un profund impact asupra unor personalități de referință din secolul al XX-lea, printre care Gandhi și Martin Luther King Jr.

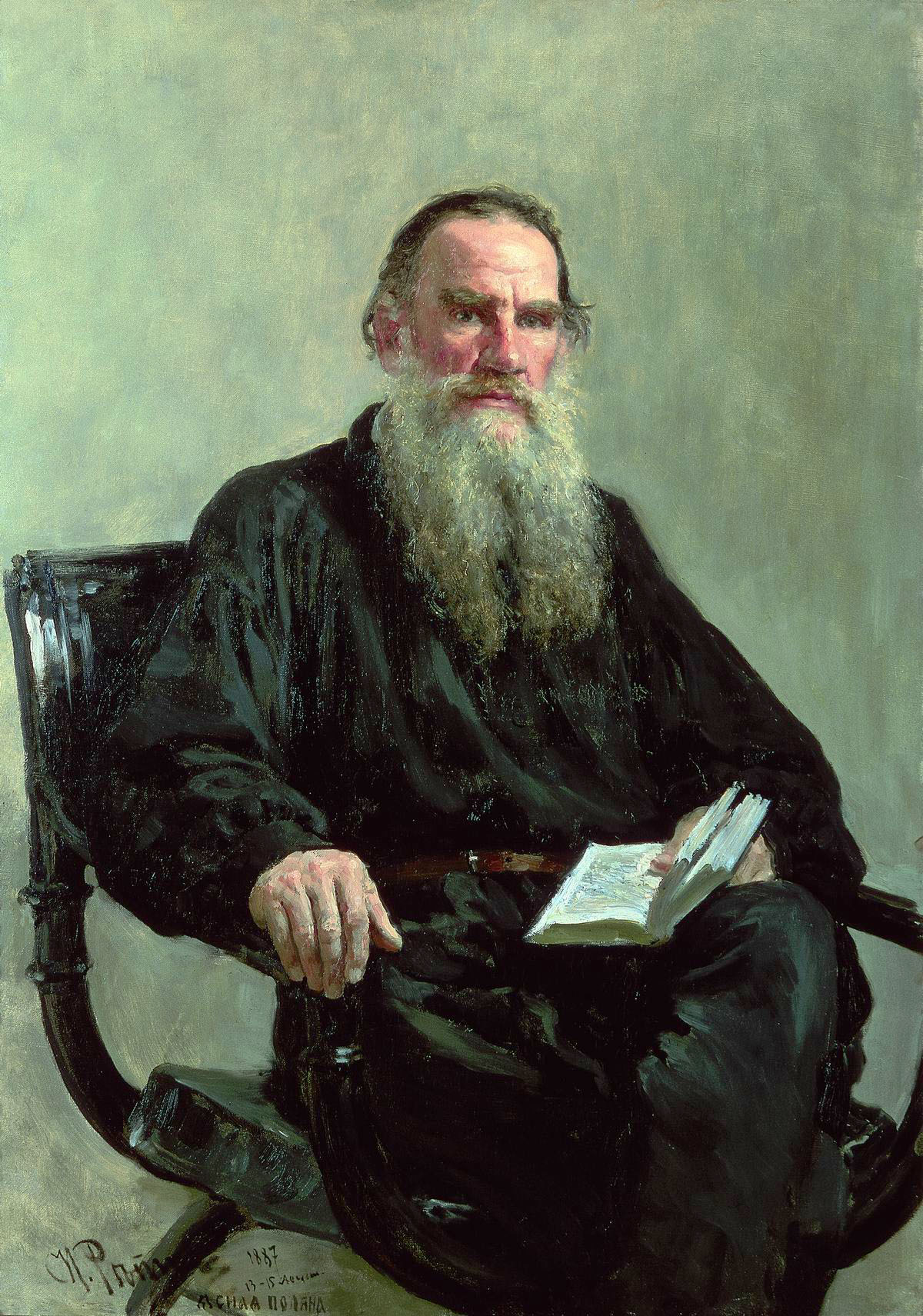
Lev Tolstoi

Mulți dintre membri familiei Tolstoi și-au dedicat timpul liber literaturii. Contele Aleksei Konstatinovici (1817 — 1875) a fost curtean dar și unul dintre cei mai populari poeți ai Rusiei timpului său. A scris admirabile balade, un roman istoric, câteva versuri licențioase și satire publicate sub pseudonimul literar Kozma Prutkov. Contribuția sa de bază în literatura rusă rămâne o trilogie de drame istorice, modelată după „Boris Godnuov” a lui Pușkin.
Dintre cei 13 copii ai lui Lev, cei mai mulți și-au petrecut viața promovând învățăturile lui sau denunțându-le. Cea mai mică fiică și  totodată și secretara lui, Alexandra Lvovna (1884 — 1979), a avut o viață dificilă în mod special. Deși împărțea doctrina tatălui ei, a non-violenței, a simțit că e de datoria ei să ia parte la eventimentele Primului Război Mondial. Pentru curajul ei a fost răsplătită cu trei medalii „Sf. Gheorghe” și gradul de colonel. Bolșevicii au arestat-o în 1920 dar un an mai târziu a fost numită director al muzeului Tolstoi din Iasnaia Poliana. După ce a părăsit Rusia în 1929, s-a stabilit în SUA și fondat „Fundația Tolstoi”. Ea a ajutat mulți intelectuali ruși (în special pe Vladimir Nabokov și Serghei Rahmaninov) ca să scape de persecuțiile naziste și să se stabilească în America.
Contele Aleksei Nicolaevici Tolstoi (1883 — 1945) a aparținut unei ramuri diferite a familiei. Primele lucrări de proză scurtă ale lui, publicate în 1910, au fost puse la zid de critici pentru excesivul naturalism și erotism destrabalat. Alexei Tolstoi a părăsit Rusia în 1917 în timpul revoluției bolșevice din octombrie și a emigrat în Europa Occidentală. În 1923 a revenit în țară și a acceptat regimul sovietic, devenind unul dintre cei mai populari scriitori. A devenit un sprijinitor de nădejde al partidului comunist, scriind povestiri în care îl elogia pe Stalin. A colaborat cu Maxim Gorki la reportajul făcut în timpul călătoriei lor de-a lungul Canalul Marea Albă-Marea Baltică. Romanele lui SF „Aelita”, despre o călătorie pe Marte, și „Raza morții inginerului Garin” au fost populare printre adolescenți. În ultimii săi ani a publicat două romane masive pe subiecte istorice: „Petru întâi” și „Calvarul”. Ca un susținător devotat a lui Stalin, a devenit cunoscut drept „Contele roșu” sau „Tovărașul conte” și opera sa recunoscută ca fiind una dintre lucrările clasice ale literaturii sovietice. În general, reputația sa a scăzut o dată cu cea a realismul socialist.
Nepoata sa Tatiana Tolstaia (n. în 1951) este printre cei mai importanți autori ruși de proză scurtă. Alt membru în viață este Nicolai Tolstoi-Miloslavski (n. în 1935), un istoric britanic controversat.

## Familia Tolstoi în muzică
Viktoria Tolstoy (n. 29 iulie 1974 în Stockholm, Suedia) este o cântăreață suedeză de jazz. Ea este fiica lui Erik Kjellberg și stră stră nepoata lui Lev Tolstoi.
Discografie:
- 1994 - Smile, Love and Spices
- 1996 - För Älskad
- 1997 - White Russian
- 2001 - Blame It On Baxter

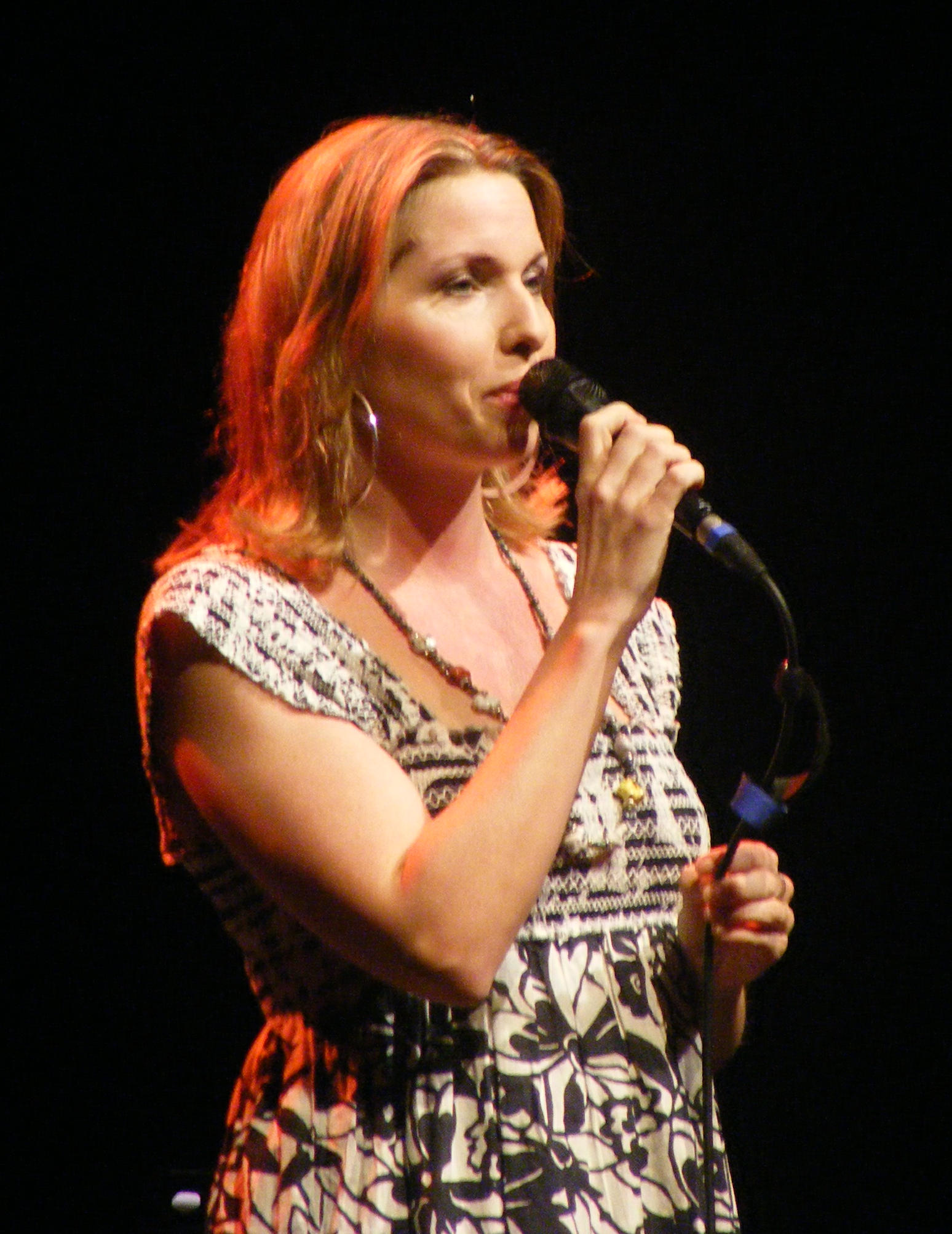
Viktoria Tolstoy, cântăreaţă de jazz - stră-stră-nepoata lui Tolstoi

- 2004 - Shining on You Richard Spencer
- 2005 - My Swedish Heart
- 2006 - Pictures Of Me

## Familia Tolstoi în România
Una din cele cinci ramuri - mai precis a treia - a familiei celebrului scriitor rus, Lev Nicolaevici Tolstoi, are o descendenta care traieste la Sibiu. La 14 ani după moartea lui Lev Nicolaevici Tolstoi, în 1924, se năștea la Nisa Marina Robescu, nepoată a colonelului conte Piotr Tolstoi (văr bun cu Lev Tolstoi), continuator al celei de-a treia ramuri a familiei Tolstoi. Finalul primului război mondial a făcut ca familia Tolstoi să se împrăștie pe bătrânul continent. Piotr Tolstoi împreună cu o parte din familie se mută la București. Una dintre fiicele acestuia, Nathalie Tolstoi, avea să o nască în anul 1924 pe Marina Robescu.

## Membrii
- Selivestr Ivanovich Tolstoy (? –1612)
- Grigory Ivanovich Tolstoy (? –1636)
- Vasili Ivanovich Tolstoy (? –1649)
- Andrey Vasiliyevich Tolstoy (? –1690)
- Ivan Andreyevich Tolstoy (1644 –1713)
- Pyotr Andreyevich Tolstoy (1645–1729)
- Matvei Andreyevich Tolstoy (? –1763)
- Ivan Matveyevich Tolstoy (1746–1808)
- Dmitry Aleksandrovich Tolstoy (1754–1832)
- Fyodor Andreyevich Tolstoy (1758–1849)
- Nikolai Aleksandrovich Tolstoy (1761–1816)
- Pyotr Aleksandrovich Tolstoy (1769–1844)
- Aleksander Ivanovici Ostermann-Tolstoi (1770–1857)
- Matvei Feodorovich Tolstoy (1772–1815)
- Fyodor Petrovich Tolstoy (1783–1873)
- Pavel Matveyevich Golenischev-Kutuzov-Tolstoy (1800–1883)
- Yegor Petrovich Tolstoy (1802–1874)
- Nikolai Matveyevich Tolstoy (1802–1879)
- Ivan Matveyevich Tolstoy (1806–1867),
- Feofil Matveyevich Tolstoy (1809–1881)
- Mikhail Vladimirovich Tolstoy (1812–1896)
- Aleksey Konstantinovich Tolstoy (1817–1885)
- Dmitry Andreyevich Tolstoy (1823–1889)
- Yuri Vasiliyevich Tolstoy (1824–1878)
- Leo (Lev) Nikolayevich Tolstoy (1828–1910)
- Lev Lvovici Tolstoy (1871–1945)
- Ivan Ivanovici Tolstoi (1880–1954)
- Aleksei Nikolaevici Tolstoi (1883–1945)
- Nikita Ilyici Tolstoi (1923–1996)
- Nikolai Tolstoi (b. 1935)
- Tatiana Nikitishna Tolstaia (n. 1951)